# Асов, Александр Игоревич
Алекса́ндр И́горевич А́сов (до 1992 — Бара́шков; псевдоним — Александр Бу́сов; 29 июня 1964, посёлок Сокольское, Ивановская область, РСФСР, СССР, ныне — в Нижегородской области) — российский писатель, и журналист, автор книг по славянской фолк-хистори, а также романов, повестей, рассказов, поэзии; известен в первую очередь как популяризатор, комментатор, публикатор и переводчик ряда «древних текстов славянской мифологии» (в первую очередь «Велесовой книги»), наукой признаваемых фальсификациями. Также получил известность как Бус Кресень.
Оказал существенное влияние на развитие славянского неоязычества. Оказал влияние на массовое сознание: благодаря большим тиражам книг идеи Асова известны российским читателям лучше, чем научные концепции. Автор собственных фальсификаций, созданных им в русле «Велесовой книги», в том числе «Песни птицы Гамаюн», «Звёздная книга Коляды», «Златая цепь: Мифы и легенды древних славян».
«Велесова книга» в интерпретации Асова является кладезем памяти, охватывающим события последних 20 тысяч лет, происходившие на пространствах между Китаем и Северной Африкой. Он создал свою версию происхождения и дохристианской истории славян, которых отождествляет с «белой расой» и с «ариями» («арийцами»), в древности вышедшими с Севера. Все древнейшие культуры и цивилизации, согласно Асову, являются творением «славян-ариев», а Русь возникла задолго до основания Киева и была связана со «славяно-арийским морем народов», которые тысячелетиями занимали территории от Камчатки и Алтая до Балкан и от Белого моря до Чёрного.

## Биография
Родился 29 июня 1964 года в посёлке Сокольское Сокольского района Ивановской области. Окончил среднюю школу в городе Гороховце Владимирской области.
В 1978 году вступил в ВЛКСМ (членский билет № 49032831).
В 1987 году окончил физический факультет МГУ по кафедре физики моря и вод суши. В 1989—1992 годах учился и окончил аспирантуру при Институте водных проблем АН СССР. В некоторых источниках ошибочно указывается, что учился в аспирантуре МГУ.
В 1991—1998 годах — литературный сотрудник, в 1998—2005 годах — внештатный сотрудник, в 2005—2007 годы — редактор отдела истории славянства в журнале «Наука и религия». Также всё время был членом редакционной коллегии журнала.
В 1993 году стал членом московского отделения Русского исторического общества (членский билет № 020).
С 1995 года — член Союза журналистов Москвы (членский билет № 012697).
С 1998 года — член Союза писателей России (членский билет № 4857).
Был директором краеведческого музея при школе № 1 в городе Гороховце. Участвовал в движении «Моя родина — СССР».
Член-корреспондент общественной академии «Международная Кирилло-Мефодиевская академия славянского просвещения» при Международном славянском институте.
Автор статей в газетах «НГ-Религии», «Голос Родины», «Солидарность», «Оракул», «Континент», «Президент», журналах «Родина», «Наука и религия», «Техника — молодёжи», «Молодая гвардия», «Чудеса и Приключения». Принимал участие в передачах на телеканалах «РЕН ТВ» («Территория заблуждений» И. С. Прокопенко, выпуск 34, эфир от 27.08.2013, где Асов, представленный как историк, рассказывал про «славянские руны»), «ТВ Центр», «ТВ-3», «Столица».

### Бус Кресень
В 1992 году, по собственному утверждению, сыграл роль волхва Буса Кресеня в фильме об узелковом письме «Внуки Дажьбога», который, по словам Асова, был снят по его сценарию режиссёром А. Д. Сарандуком на киностудии «Центрнаучфильм». После этого Асов получил известность как Бус Кресень, хотя сам утверждает, что это наименование не является ни его личным именем, ни его творческим псевдонимом.

## Творчество и идеи
Асов является автором многих «переводов» «Велесовой книги», которую учёные считают фальсификацией. Именно благодаря его многочисленным публикациям 1990-х годов она получила широкую известность в полногласной форме «Велесова», а не «Влесова», как первоначально называлась в изданиях Сергея Лесного. К 2007 году насчитывалось более 10 различных редакций перевода Асова «Велесовой книги».
В публикациях Асова язык «Велесовой книги» «улучшен» и несколько приближен к праславянским и ранневосточнославянским реалиям (введено полногласие — как в названии памятника, устранены некоторые фонетические полонизмы и поздние украинизмы, введены юсы вместо сочетаний типа ен, обсуждается имееющееся, по мнению Асова, сходство некоторых особенностей текста с языком берестяных грамот). В целом, однако, по мнению Асова, лингвистические или исторические аргументы в оценке подлинности «Велесовой книги» второстепенны, «главное же подтверждение подлинности… исходит из личного духовного опыта. О подлинности говорит сам дух „Велесовой книги“. Ее мистериальная тайна, великая магия слова».
Во многих изданиях текст «Велесовой книги» пополнен Асовым рядом других сочинений, таких как «Славяно-русские Веды» — «реконструируемые» Асовым «Песни птицы Гамаюн» и «Книга Коляды» и опубликованные фальсификатором А. И. Сулакадзевым в начале XIX века псевдоязыческие тексты, например, «Ярилина книга», «Тризны Бояновы». Вопреки устоявшемуся со времён Сулакадзева мнению учёных, Асов считает их не подделкой, а подлинными сочинениями, предлагает своё чтение и разбиение на слова. «Песни птицы Гамаюн» (в составе сборника «Русские веды» 1992 года, состоящего из двух частей — «Песни птицы Гамаюн» и «Велесова книга») — «своеобразная авторская стилизация, в основу которой положена псевдореконструкция гипотетического „узелкового письма“ древних славян, отождествляемого составителями сборника [„Русские веды“] с легендарными „чертами и резами“». Речения волхвов Сулакадзева Асов называет «Перуницей».
В комментариях Асова к тексту «Велесовой книги» читается набор славянских языческих богов с их атрибутами и функциями. Раздел «Богословие Велесовой книги» раскрывает суть вероисповедания. Как все языческие верования, эта религия имеет племенной, родовой или национальный характер, она ограничивается одной этнической группой, поэтому её истоки автохтонного происхождения. Но поскольку эта религия находится в связи с индоарийской или индийской культурой, утверждается, что славяне или русские являются столь же древними по происхождению, как народы Индостана или существенно древнее, если их историческая память начинается за 45 тысячелетий до н. э. В связи с этим Асов цитирует слова О. В. Скурлатовой: «Не Припятские болота, куда пытаются нас загнать некоторые археологи, а огромный простор евразийских степей вплоть до Амура — вот наша истинная прародина».
Также Асов является автором большого числа псевдонаучных работ по истории и мифологии, так или иначе связанных с «Велесовой книгой». Его сочинения включают большое число примеров любительской лингвистики, в частности, этимологических.
С конца 1990-х годов Асов развивает «гиперборейскую идею». Хронологические расчеты «Велесовой книги» начинаются за 45 тысяч лет до н. э. По его мнению, славянский этнос выделился вначале из семьи бореальных, затем из семьи индоевропейских народов. Он писал о «древних войнах людей белой и чёрной рас в Европе» в период позднего палеолита (идея чего имеет источник в эзотерических концепциях антропогенеза и соответствует идее определяющих историю масштабных межрасовых войн, распространённой в расистском, в том числе «арийском», дискурсе). Согласно Асову, в 7—4-м тысячелетиях до н. э. Кольский полуостров по своим природным условиям был подобен современному Крыму. Асов принимает результаты любительских экспедиций философа В. Н. Дёмина, участники которых заявили об обнаружении следов Гипербореи. По Асову, история начинается с «блаженной жизни» на островах в Северном Ледовитом океане, где находилась «прародина славян» и где среди «цветущих садов» счастливо жили «предки белой расы», уже исповедовавшие «ведические верования». Гиперборея охватывала территории далеко на юг, где на месте нынешней Москвы в 4-м тысячелетии до н. э. была основана «Москва гиперборейская».
Резкое похолодание заставило «белую расу» сняться с обжитых мест и отправиться в странствования. Из Гипербореи «праотец Арий (Орий)» (в других публикациях — «бог Солнца, Яр») вывел «арийские» народы на Южный Урал, который Асов отождествляет с Семиречьем. По мнению Асова, Аркаим под названием «Кайле-град» или «Калица» упоминается в «Велесовой книге». Там жил царь Йима, «прародитель киммерийских славянских родов» (в действительности царь из иранской мифологии), настоящее имя которого, по Асову, было Богумир. Под его руководством возникла огромная империя от Китая до Африки. Асов даёт вариацию концепции «арийско-семитской конфронтации», характерной для арийского мифа: «арийскую» империю Богумира-Йимы разрушили злые силы под предводительством трёхглавого дракона Зохака, сына царя «праарабов-семитов», «по-русски Ящера» (в действительности змеиный царь, враг Йимы из иранской мифологии). Из Семиречья «арии» расселились в Китай, Индию, Двуречье, Поднепровье и Западную Европу. В соответствии с идеей о «арийцах»-культуртрегерах (распространителях высокой цивилизации и культуры), также свойственной арийском мифу, Асов пишет, что «арии-славяне» всюду создавали «великие государства» и приносили «высокую ведическую культуру». В Европе они столкнулись с «народами чёрной расы». В своём движении на юг «люди белой расы» вытесняли «чёрных» из Европы и Азии в Африку. Согласно Асову, тюрки и славяне имели общие корни, и племена «белой» и «жёлтой» рас вместе пришли с Севера и совместными усилиями вытесняли «чернолицых». Кроме того, в соответствии с эзотерическими идеями о смене коренных рас, Асов утверждает, что пришедшие с севера «арийцы» поглотили южных «потомков атлантов», выходцев из Атлантиды.
Под руководством князя Мося «предки славян» осуществили успешные военные кампании сначала в Передней Азии, где выступали под именем «ариев», а затем в Европе. В районе Кавказа они основали Трою, «второй Аркаим». Скифы и сарматы Асовым отождествлены с «славяно-арийскими предками». После славяне пришли в Центральную Россию, где заново основали Москву, «третий Аркаим», получивший своё название по имени князя Мося. Позднее Асов изменил свою концепцию. Вместо князя Мося он указывал во главе славян праотца Ария, спасшегося от дракона, убивавшего всех потомков Богумира. «Арии» ушли воевать сначала в Малую Азию, а затем в Европу. Асов уже не упоминает ни «второго», ни «третьего» Аркаима. Он называет Палестину «землей пеласгов», по его мнению, близких родственников славян. «Благие арии», или «хиберы» отвоевали Палестину у филистимлян, или «пеласгов». Воспроизводя одну из идей концепции «арийско-семитской конфронтации», Асов утверждает, что иудеи исказили предания пеласгов и приписали себе подвиги «ариев-хиберов». Опираясь на распространённый антисемитский стереотип, он пишет, что «иудеи тогда не воевали, они, как всегда, побеждали в мирное время (через торговлю, ростовщичество, жреческую деятельность и т. п.)». По его мнению, Давид и Соломон имели «арийскую» кровь, следовательно и Иисус Христос является «потомком Ария и Дажьбога» и родственником славян. Источником идей об «арийстве» древних израильтян является книга «Основания XIX века» идеолога арийского мифа и расового антисемитизма Хьюстона Чемберлена. Вслед за Чемберленом Асов называет Пятикнижие «тенденциозной переработкой арийских преданий».
«Славяно-русы» остановились в «Русколани Антии», «первом славяно-русском государстве» с центром в Кияре, или Киеве Антском. Здесь князь Бус Белояр (Старый Бус) распространил «ведическую веру» вместе с учением о Прави, Яви и Нави (как идти «Путём Прави»). Бус победил врагов, включая вождя готов Германариха. В конечном итоге побеждённый Бус был распят (Бож, или Бус, вождь антов, действительно был распят готами). По Асову это стало исторической основой для «легенды» о распятии Иисуса. Христиане «Русколани» и Боспора признавали Буса Христом, и Бус, подобно Христу, воскрес на третий день в воскресенье.
На основании своей трактовки данных Сулакадзева и «Велесовой книги», Асов предлагает «реконструкции» биографий ряда неизвестных историческим источникам деятелей языческой Руси III—IX веков: волхвов и князей Богумира, Буса Белояра, Ягайлы Гана (по Асову, создателя «Велесовой книги») и других, конструирует новых славянских богов — Крышень, Вышень, Числобог. Идеи о том, что Сварог, Перун и Святовит являются «дохристианской Троицей», вероятно, возникли под воздействием работ советского академика Б. А. Рыбакова (подвергаемых критике рядом учёных) и имеют своей целью доказать зрелость дохристианской религии на Руси.
Асов утверждает, что каждые 532 года (период по количеству лет соответствует христианскому великому индиктиону, но конкретные великие индиктионы не связаны с хронологией Асова) рождается «великий Учитель Мира». Такой фигурой был Бус Белояр, который, по Асову, родился 20 апреля 295 года, затем — Ягайло Ган (фигура «Ягайло Ган смерд» была вымышлена А. И. Сулакадзевым), который составил «Велесову книгу» («таковым Учителем мы вправе признать творца ВК [„Велесовой книги“]»), выходец из Польши, чем Асов объясняет полонизмы в её тексте (не объясняя, почему Ягайло плохо знает польские носовые, вставляя их в «Велесовой книге» не к месту, и почему Асов стремится устранить из текста эти полонизмы). Асов писал, что Ягайло Ган родился в 791 году (следовательно, Буса и Ягайлу разделяет 496 лет, а не заявленные 532 года).
Асов дополнил «Велесову книгу» «новыми» частями — «Гимном Бояна» и «надписью на монументе княза Буса». «Надпись на монументе Бояна» Асов обнаружил в Государственном историческом музее. Она представляет собою индуистский гимн, содержащий повторение священного слога Ом. В комментарии Асова утверждается, что до 368 году Бус произвёл реформу славянского календаря, и православная церковь в России пользуется им до настоящего времени. В публикации 2008 года Асов писал об «открытой» им «Ярилиной книге», по которой Москва была основана 15 мая 316 года Ильёй Муромцем, который является одновременно богом Гором и Георгием Победоносцем.
Асов использует оккультные представления о смене «лютой эпохи Рыб» «счастливой эрой Водолея». Созвездие Рыб связывается с Израилем и христианством, а созвездие Водолея — с Россией. С Израилем и христианством ассоциируется всевластие злого и коварного Чернобога («Князя Мира Сего»). Эпоха Рыб, когда люди забыли родных богов, длилась последние два тысячелетия и принесла им неисчислимые бедствия. Однако скоро наступит новый Золотой век, когда «духовный центр мира» вернётся в Россию. Асов призывает археологов изучать различные природные геологические образования как памятники «арийской» древности.
На основе «Велесовой книги» Асов создал «славянорусскую (славяноведическую) идею», согласно которой исходная «ведическая» традиция, по его мнению сохранённая в «Велесовой книге», лежит в основе большинства современных религий, исказивших эту традицию. Асов считает Иисуса потомком Ария Оседня, внука Дажьбога, упомянутых в «Велесовой книге» (вариация «арийского христианства»). По утверждению Асова, «ведисты [признающие подлинность „Велесовой книги“] верят (и ведают), что и до Иисуса Христа к славянам и др. народам приходили Сыны Бога. Приходил также Мессия Сын Божий и через 400 лет после Христа» — князь Русколани Муж Правый Бус Белояр. Крест считается им «ведическим» символом. По мнению Асова, «нужно пробуждать спящее сознание нации», «русская ведическая культура должна и может занять в мировой культуре место не менее почетное, чем индийская ведическая». Он предлагает современной России принять «славяно-арийскую (ведическую)» идею в качестве национальной. Асов дистанцируется от ультранационалистов и фашистов, однако поддерживает выступления против «международного сионизма».
Основываясь на «арийских» интерпретациях Аркаима и «открытиях» Дёмина, Асов организовал «научно-археологическую» экспедицию «Кавказский Аркаим» на Северный Кавказ к отрогам Эльбруса, где он рассчитывал найти следы одной из «древнейших славянских цивилизаций». После первого сезона у горы Тузлук на плато Ирахит-сырт летом 2001 года участники экспедиции объявили об обнаружении развалин «древнего храма», или «обсерватории», «городища» и следов железоплавильного производства, что, по мнению Асова, подтверждало его гипотезу о местонахождении легендарного города Кияра, столицы «древнеславянского государства Русколань». Однако в качестве доказательств были представлены природные и современные рукотворные объекты. Так, за «древние остатки» участники приняли пирамидки из камней, оставленные на холмах местными пастухами. Плато Ирахит-сырт Асов объявил «святой страной», «Ирием» древних сказаний. Он утверждал, что в 2007 году обнаружил на вершине горы Бештау «храм Солнца» доскифского времени.

## Влияние
В 1992 году Асов издал книгу «Русские Веды. Песни птицы Гамаюн. Велесова книга» в издательстве журнала «Наука и религия», где он являлся редактором отдела истории славянства. Издание содержит текст «Велесовой книги», выполненный «велесовицей» с переводом Асова, в выходных данных названным волхвом Бусом Кресенем. Это издание с многотысячным тиражом и рассылкой по всем библиотекам стало информационным поводом массового повсеместного возникновения родноверия.
Асову принадлежат наиболее известные из многочисленных «переводов» «Велесовой книги». В большинстве работ сторонников подлинности «Велесовой книги» цитируется именно «перевод» Асова и на его основе строятся рассуждения. Асов имеет большую известность как неоязыческий писатель и идеолог. Работы Асова или почерпнутые из них идеи пользуются популярностью в среде части русских неоязычников, создающих на их основе свои учения. «Фольклорные» идеи Миролюбова и Асова использованы, в частности, в псевдоисторическом издании «Русская Хазария. Новый взгляд на историю» 2001 года, составителем которого был писатель Юрий Петухов. Авторы подозревают профессиональных исследователей в несостоятельности и непригодности.
Публикации Асова и его единомышленников в журнале «Наука и религия», а также «Велесова книга» послужили основными источниками «Славяно-арийских вед», писания неоязыческого движения инглиистов (вероятнее всего, написаны самим основателем и главой движения Александром Хиневичем в соавторстве с другими) — в части древней истории, хотя сам Асов в комментариях к «Славяно-арийским ведам» назван «человеком с большим воображением». Священным инглиисты считают «древнерусские ведические писания», к числу которых относят «Велесову книгу», или «Русские Веды» («Велесова книга» в обработке Асова). Сам Асов посвятил Хиневичу памфлет «Инструкция для создания „поганой“ секты с помощью Интернета».
По оценке историка В. А. Шнирельмана, благодаря большим тиражам книг идеи Асова известны российским читателям лучше, чем научные концепции; Асов характеризуется как «один из активных творцов современного русского неоязычества».

## Критика
Как некоторые сторонники подлинности «Велесовой книги» (украинский литературовед Б. И. Яценко и также автор собственного «перевода» «Велесовой книги»), так и сторонники научной точки зрения о поддельности сочинения (О. В. Творогов, А. А. Алексеев) отмечают произвольность толкований Асова в его «переводах», неоговорённые изменения орфографии и самого текста «Велесовой книги», некомпетентность в славянской грамматике и др. По мнению ряда авторов других «переводов» (в качестве таковых существуют только ненаучные издания, заявленные как переводы) «Велесовой книги» (Дмитрий Дудко) и сторонников её подлинности (Геннадий Карпунин, Николай Слатин), «перевод» Асова содержит ошибки, предвзятости и фантазии.
Вариант «Велесовой книги», опубликованный Асовым в 1990-е годы, был объявлен им единственно правильным переводом текстов Миролюбова. Однако в каждом новом издании Асова (1994, 2000) этот «канонический» текст также менялся. По мнению историка Л. С. Клейна, фактически Асов создал ещё одну «Велесову книгу».
По мнению критиков, издательская процедура, описанная Асовым, выглядит как пародия на филологическую работу. Некоторые поправки Асова учитывают критику, высказанную лингвистами в отношении первых изданий «Велесовой книги», но сделаны не в результате текстологической работы, а в попытке придать тексту правдоподобие. Асов существенно исправил орфографию текста. Он использовал буквы, первоначально отсутствующие в тексте (так, в издании 1995 года он вводит «юс малый», выполняющий у него функции и «юса малого», и «юса большого», причём оба знака различаются только размерами, в соответствии с названием букв, а не начертаниями, как это было в действительности). Ряд букв он заменил на другие без достаточного основания (замена «а» и «ѣ», «е» и «ѣ», «о» и «ъ», «ь» и «ъ», «ц» и «ч»). Также Асов исправил пропуск гласных. Но эти исправления чаще сближают текст не с нормами древнеславянской орфографии, а с нормами современного русского языка. Эти исправления также внесли в текст ряд ошибок. Некоторые поправки Асова увеличивают хаотичность текста. Пропуск гласных в первоначальном тексте, предположительно, является подражанием индийскому письму деванагари. Устранив эти пропуски, Асов неумышленно устранил один из «арийских» элементов произведения. В своих «правилах» Асов оговаривает не все изменения, которые он произвёл в тексте. Так, фразу «Муж прав ыходяй до мове несть» Асов изменил на «Муж прав ходяй до омовенець» с переводом «Муж Правый восходил на амъвеницу». По Асову, здесь идёт речь о науке Старого Буса идти «Путём Прави». «Амъвеница» (амвон), по мнению Асова, не только греческое, но и славянское по происхождению, от «мовь», что значит «речь». Исправления Асова в целом служат устранению ошибок Ю. П. Миролюбова (эмигранта, одного из первых публикаторов и вероятного автора «Велесовой книги»), на которые указывала критика. Асов утверждает, что Миролюбов имел «своеобразные и туманные представления о языке» и копировал текст с досок без всякой точности.
«Велесова книга» сохранилась в четырёх копиях. Асов выбрал тексты, наиболее точно отражающие протограф, но сделал это произвольно. Лингвистическую несообразность Велесовой книги, являющуюся основным аргументом её поддельности («Велесова книга» написана на смеси современных славянских языков с произвольным искажением слов, хаотичной фонетикой, морфологией и синтаксисом), Асов объясняет тем, что «тексты записывались в разные времена и носителями разных говоров древнеславянского языка». Однако бессистемность текста свидетельствует, что язык этого произведения не является естественным языком или их смесью какой бы то ни было эпохи. В другой своей книге Асов пишет «Ныне мы можем определенно сказать, что никаких позднейших „слоев“ ни в языке, ни в идеях и сведениях, которые можно было бы относить к более поздним временам, в самом памятнике нет… Сам же памятник создан именно в IX веке». Аргументации для этой датировки не приводится. Автору IX века Асов присваивает имя «Ягайло Ган». Этот персонаж был вымышлен Сулакадзевым (у Сулакадзева — «Ягайло Ган смерд»). По Асову, он выходец из Польши, поэтому в тексте присутствуют полонизмы. Однако не объясняется, почему Ягайло при этом вставляет польские носовые не к месту, и почему Асов старается эти полонизмы из текста устранить. Асов конструирует для Ягайлы Гана целую биографию.
Асов также дополнил «Велесову книгу» отсутствовавшими в ней частями — «Гимном Бояна» и «надписью на монументе княза Буса». «Гимн Бояна» является сочинением А. И. Сулакадзева, известного фальсификатора XVIII—XIX веков. Текст написан письмом, напоминающим скандинавские руны, большей частью являющимся переделанными церковнославянскими и русскими буквами. Текст сопровождается «переводом» Сулакадзева. Оригинал с транскрипцией Ю. М. Лотмана и перевод Сулакадзева издан Лотманом. Асов выполнил собственные транскрибирование и перевод, существенно отличающиеся от вышеупомянутых, производя впечатление разных текстов. Транскрипция и перевод основаны на любительских лингвистических изысканиях, исходящих в основном из произвольных толкований (у Асова слово послух «свидетель» в родительном падеже имеет окончание -си, то есть «послухси»; «вргу» значит «Сварогу»; форма «послухъ» — глагол со значением «слушайте» и др.) или поздних форм русского языка (например, Асов часто вставляет местоимения при некоторых глаголах, где их употребление недопустимо, поскольку сама глагольная форма содержит в себе информацию, которая позднее при упрощении глагольной системы стала передаваться местоимением). Асов произвольно датирует Гимн IV веком. «Надпись на монументе Бояна» Асов «нашёл» в Государственном историческом музее. В действительности она представляет собою индуистский гимн с повторением священного слога Ом.
«Этимологические изыскания» Асова относятся к сфере псевдолингвистики: например, согласно Асову, «грек» и «грех» — однокоренные слова, как и «истина» и «источник», чародей производится от «чары» («рюмки»). Таким же способом производятся все этнонимы в самой «Велесовой книге» и в комментариях.
По мнению филолога А. А. Алексеева, Асов демонстрирует незнакомство с письменными текстами Древней Руси и южнославянских стран, незнание истории славянских языков, непонимание значимости лингвистических фактов, которых он касается. Алексеев отмечает, что невозможно успешно изучать единственный текст и не знать ничего о других. Алексеев отмечает, что издатель, произвольно или в угоду своей концепции меняющий чтение текста, совершает подлог, фальсификацию.
Согласно Алексееву, Асов отстаивает подлинность «Велесовой книги» в рамках неоязыческой системы ценностей. «Велесова книга» является источником неоязыческого вероисповедания. Алексеев отмечает, что религиозные убеждения не могут быть подтверждены или опровергнуты исторической грамматикой русского языка. Асов в своих комментариях не обращается к сочинениям Миролюбова, по мнению Алексеева, с целью не демонстрировать широкому читателю тождество стиля и мысли текста «Велесовой книги» с другими творениями Миролюбова, написанными ещё до издания «Велесовой книги».
Историк В. А. Шнирельман отмечает, что построения Асова основаны на произвольных интерпретациях («сконструировал
грандиозный миф») поддельных текстов (в основном «Велесовой книги»), ряда мифологических сюжетов и исторических источников. Идеи Асова противоречат не только историческим данным, но и первоначальному содержанию «Велесовой книги». Источником концепции Асова являются эзотерические идеи о смене и противостоянии рас, произведения типа книг Чемберлена и в целом общая схема арийского мифа, включающего такие идеи, как северная «гиперборейская» прародина «арийцев», исповедовавших великую «ведическую веру», расселение их на юг в результате изменения климата, приход в Семиречье, ставшее «второй прародиной арийцев» и дальнейшее расселение, принесение ими другим народам высокой цивилизации и культуры и извечное противостояние своим расовым или культурным врагам евреям («семитам», иудеям).
Историк Н. А. Соболев называет Асова фальсификатором. К числу фальсификатов Асова он относит «Песни птицы Гамаюн» (представленные автором в качестве реконструкции «узелкового письма древних славян»), «Звёздная книга Коляды» (отнесённая автором к неопределённым «народным книгам», состоящим из рассказов его бабушки, его собственных идей и др.), «Златая цепь: Мифы и легенды древних славян» (продолжает идеи Юрия Миролюбова в области поиска связей между русским язычеством и ведической культурой). Также Соболев характеризует Асова как автора большого числа изданий-фальсификатов — произведений, в которых фальсификат рассматривается автором этих произведений как достоверный источник. Кроме того, Соболев указывает, что «фрагменты книги А. И. Асова „Русские Веды“ оказались включёнными, как минимум, в три школьные программы по литературе… и соответственно учебники по литературе для 5-го класса средней школы», а также, что «„Русские Веды“ рекомендованы для самостоятельного чтения в 6-м классе (для школ с углублённым изучением литературы, гимназий и лицеев)». Историк Л. С. Клейн писал, что сборник «Книга Коляды» Асова включает основные мифы из изданной в 1874 и 1881 годах фальсификации «Веда славян», заявленной как собрание песен болгар-помаков.
Автор псевдоисторических идей об истории украинского народа Б. И. Яценко, сторонник подлинности Велесовой книги, составил большой перечень ошибок в «переводе» Асова. Этот раздел книги Яценко назван «Не переклад, а беллетристика». Яценко критикует перевод «Велесовой книги», осуществлённый Асовым, к тому же на основе перекомпонованного текста. «Для О. Асова характерна широка наївно-інтуїтивна інтерпретація цілих фраг’ментів, як правило, далека від змісту ВК, але літературно оформлена. Ось окремі речения, де зовсім спотворений зміст ВК». Указав несколько примеров такого «перевода», Яценко отмечает: «Цілком очевидний авантюрний підхід О. Асова до тексту ВК. Його тлумаченния не можна назвати ні перекладом, ні літературним пересказом або переспівом, бо в цій свавільній белетристиці майже нічого не лишаеться від змісту пам’ятки».
В мае 2012 года три крупных родноверческих объединения России («Круг языческой традиции», «Союз славянских общин славянской родной веры», «Велесов круг») признали теории Асова на почве мифологии и фольклористики псевдонаучными и наносящими вред «славянской вере».
Асов писал, что академик Б. А. Рыбаков изменил своё мнение о «Велесовой книге» после выхода статей Ю. К. Бегунова и публикаций и переводов самого Асова. Эти утверждания не имеют подтверждений. Асов также отметил, что Рыбаков выступил в поддержку его исследований в статье в журнале «Наука и религия» (1992). Однако в приведённой заметке Рыбакова о подлинности «Велесовой книги» ничего не сказано. В действительности Рыбаков работал в составе группы учёных Академии наук СССР, изучавшей вопрос о подлинности «Велесовой книги» и пришедшей к выводу о её поддельности. Асов пишет, что авторство Рыбакова в этой публикации «по сути сфальсифицировали», но оставляет это заявление без доказательств. Рыбаков не разделял идею подлинности «Велесовой книги» и в поздний период жизни; в лекции 1995 года он называет её подделкой 1950-х годов, созданной эмигрантами из «патриотических» чувств и не имеющей ценности; поддельной им названа и единственная «фотография» «дощечки Велесовой книги»; сын Б. А. Рыбакова историк Ростислав Рыбаков в интервью для «Литературной газеты» отмечал:

Вспоминаю последнее заседание бюро отделения, на котором выступал Б. А. Оно было долгим, все устали, и, когда ему дали слово, он был телеграфно краток: «Перед исторической наукой стоят две опасности. Велесова книга. И — Фоменко». И сел на своё место. По сути, это стало его завещанием нам, историкам.
Историк И. В. Лёвочкин, также критически относившийся к «Велесовой книге», в силу особенностей научного изложения привёл некоторые модальные обороты, которые были использованы Асовым в качестве возможных сомнений в неподлинности «Велесовой книги», в результате чего Лёвочкин был назван сторонником её подлинности и рецензентом двух её изданий. Для этой цели Асов приписал ему несуществующую фразу. «Русские Веды» Асова Лёвочкин охарактеризовал как курьёз.
Асов и неоязыческий автор Валерий Скурлатов, а также О. Скурлатова и писатель Юрий Петухов (1990) утверждали, что версию подлинности «Велесовой книги» разделял археолог, академик А. В. Арциховский (Скурлатов назван Асовым «кандидатом исторических и философских наук», что не соответствует действительности). Это заявление не имеет оснований. Творогов писал:

Ученик и сотрудник А. В. Арциховского В. Л. Янин, а также близко знавший его академик Б. А. Рыбаков никогда не слышали от покойного археолога высказываний в пользу ВК (Об этом мне сообщил в личной беседе Б. А. Рыбаков. Д. С. Лихачев также специально обращался с аналогичным вопросом к В. Л. Янину). А сообщение О. Скурлатовой о том, что А. В. Арциховский «считал вполне вероятным», что ВК «отражает подлинное языческое прошлое славян», появилось после смерти ученого и представляется крайне сомнительным.
На личную беседу с Рыбаковым ссылается и Асов, но утверждает, что тот сообщил ему обратное.
Д. С. Логинов (сторонник подлинности «Велесовой книги») писал:

Традиционно среди сторонников аутентичности документа считается, что в пользу его подлинности когда-то высказывался А. В. Арциховский. Впрочем, о характере и содержании его слов мы можем только догадываться, так как ни одной работы археолог ВК не посвятил, и указания на положительную оценку им памятника несколько похожи на историографический миф.

## Ответы на критику
По мнению филолога А. А. Алексеева, в оценке представителей научного сообщества для Асова характерна апелляция к реальной или кажущейся конфессиональной принадлежности учёных. О филологе-слависте А. Х. Востокове он писал: «А. X. Востоков… многое сделавший для русской православной культуры, был узкоконфессионально ориентирован. Для него русское язычество, как культура, не существовало». О критиках подлинности «Велесовой книги» Асов писал: «Жаль, что много сил уходит на борьбу с лиходеями… Главной бедой таких людей я считаю „пещерный атеизм“: они не понимают, что нельзя без веры вторгаться в сию область, превращать богословские и научные споры в идеологические». Алексеев в связи с этим отмечает, что история русского языка и русской литературы является областью положительных знаний, которые не могут быть даны откровенным путём и не являются предметом веры.
Историк Л. С. Клейн писал, что Асов в книге «Славянские боги и рождение Руси» (2000) пытается опровергнуть доводы специалистов, противоречащие его взглядам, при помощи отсылок к нерусским фамилиям и имеющим место, по его мнению, еврейским интересам «оппонентов»: Уолтер Лакер является профессором Вашингтонского университета стратегических исследований; ведущий сотрудник Института этнологии РАН В. А. Шнирельман преподаёт в Еврейском университете Москвы и сотрудничает с Иерусалимом. Асов указывает, что классик русского языковедения А. Х. Востоков по рождению — Остен-Сакен.
Без действительных научных аргументов Асов выступает с резкой критикой учёных, отрицающих подлинность «Велесовой книги», в первую очередь филолога-медиевиста О. В. Творогова, автора ряда специальных исследований «Велесовой книги». Асов полностью отвергает компетенцию Творогова, обвиняет его в «дилетантстве» (в действительности Творогов являлся крупнейшим исследователем и издателем памятников древнерусской литературы). Академика Д. С. Лихачёва (автора фундаментальных трудов по истории русской литературы и русской культуры, который внёс значительный вклад в изучение древнерусской литературы и искусства) Асов называет «псевдоучёным» и «сотрудником ГПУ». Об историке И. В. Лёвочкине Асов пишет, что последний вначале дал положительную рецензию (что не соответствует действительности) на рукопись «Велесовой книги», а затем поменял свою точку зрения, вследствие чего «пошёл на повышение» (что также не соответствует действительности). Н. А. Соболев писал: «Помимо прямой фальсификации текста А. И. Асов впоследствии обрушился на И. В. Левочкина, Д. С. Лихачёва и других учёных — противников подлинности „Влесовой книги“ с целым рядом обвинений, ничем не обоснованных, но стремящихся ввести в заблуждение читателей. Фактически он прибегнул к неприемлемым в научной полемике методам „чёрного пиара“».
Значимость «Влесовой книги», которую научное сообщество рассматривает как примитивную подделку, Асов оценивает очень высоко. Он считает, что по вопросу её подлинности должны подробно высказать своё мнение «директора и заведующие соответствующими кафедрами всех крупнейших российских университетов и профессиональных НИИ (в частности, Института русского языка, Института языкознания, Института славяноведения и балканистики)». По заявлению Асова, если этого не произойдёт, он отказывается признавать существование российского славяноведения.
В адрес своих оппонентов Асов высказывает оскорбительные упреки. По мнению Алексеева, в дискуссии Асов проявляет «грубость, раздражительность и изворотливость. Чтобы опровергнуть его выпады против А. X. Востокова, А. Н. Пыпина, М. Шефтеля или О. В. Творогова, их пришлось бы повторить, но это неприлично».

## Публикации

### Книги
- Барашков А. И. Будет ли конец света? — М.: Знание, 1991. — 48 с. — (Знак вопроса, 10/1991). — 2 856 518 экз. — ISBN 5-07-002117-6.
  - Барашков А. И. Будет ли конец света? // Жизнь, смерть, бессмертие? — Минск: Полымя, 1996. — С. 310—362. — 365 с. — (Тайны мироздания). — 20 000 экз. — ISBN 985-07-0103-X.
- Русские Веды: Песни птицы Гамаюн, Велесова книга / Реставрация, пер. и коммент. Буса Кресеня (А. И. Асова); Ил. В. М. Васнецова, использ. подлин. древнерус. рис. VI—XIII вв. н. э.. — М.: Наука и религия, 1992. — 368 с. — 50 000 экз. «Влесова книга» — С. 133—273. (Перевод 1992 года — Велесова книга // Лесной С. Откуда ты Русь? Ростов-н/Д: Донское слово, 1995. С. 283—340)[77].
- Велесова книга : Использованы древнерусские рисунки VI—XIII вв. н. э.; храмовые изображения, археологич.материалы / Пер. и коммент. А. Асова. — М.: Менеджер, 1994. — 317[3] с. — (Русские веды). — 10 000 экз. — ISBN 5-87457-014-4. (Приведён исходный текст с разночтениями; как утверждает автор, объём книги по сравнению с изданием 1992 года увеличен вдвое на основе «новых архивных материалов»).
  - Книга Велеса / [пер. и поясн. Асова А. И.]. — М.: Наука и религия, 1997. — 288 с. — (Русские веды). — 8000 экз. (Новая композиция глав, исходный текст не приводится).
  - Книга Велеса / Пер. и пояснения А. И. Асова. — СПб.: Политехника, 2000. — 480 с. — 6000 экз. — ISBN 5-7325-0545-8.
- Асов А. И. Звёздная Книга Коляды. — М.: Наука и религия, 1996. — 432 с. — 10 000 экз. — ISBN 919-4-240-35956-3.
  - Асов А. И. Свято-Русские Веды. Книга Коляды / [воссоздание песен, обработка, переводы с разных славянских языков и диалектов А. И. Асова]. — М.: ФАИР-ПРЕСС, 2001. — 489 с. — ISBN 5-8183-0367-5.
  - Асов А. И. Свято-Русские Веды. Книга Коляды / [воссоздание песен, обработка, переводы с разных славянских языков и диалектов А. И. Асова]. — 2-е изд. — М.: ФАИР-ПРЕСС, 2003. — 544 с. — 5000 экз. — ISBN 5-8183-0552-X.
  - Асов А. И. Свято-Русские Веды. Книга Коляды / [воссоздание песен, обработка, переводы с разных славянских языков и диалектов А. И. Асова]. — 2-е изд., испр. и доп. — М.: ГРАНД : Фаир-Пресс, 2005. — 575 с. — 3600 экз. — ISBN 5-8183-0979-7.
  - Асов А. И. Свято-Русские Веды. Книга Коляды / [воссоздание песен, обработка, переводы с разных славянских языков и диалектов А. И. Асова]. — 2-е изд., испр. и доп. — М.: ФАИР, 2006. — 575 с. — 3600 экз. — ISBN 5-8183-1206-2.
  - Асов А. И. Свято-Русские Веды. Книга Коляды / [воссоздание песен, обработка, переводы с разных славянских языков и диалектов А. И. Асова]. — 2-е изд., испр. и доп. — М.: ФАИР, 2007. — 575 с. — 3600 экз. — ISBN 978-5-8183-1301-6.
  - Асов А. И. Свято-Русские Веды. Книга Коляды / [воссоздание песен, обработка, переводы с разных славянских языков и диалектов А. И. Асова]. — 2-е изд., испр. и доп. — М.: Гранд-Фаир, 2008. — 575 с. — ISBN 5-8183-0979-7. ISBN 5-8183-1206-2. — ISBN 978-5-8183-1301-6
  - Асов А. И. Свято-Русские Веды. Книга Коляды / [в авт. ред. воссоздание песен, обраб., пер. с разных славян. яз. и диалектов А. И. Асова]. — 2-е изд., испр. и доп. — М.: ФАИР, 2010. — 575 с. — 2600 экз. — ISBN 978-5-8183-1301-6.
- Асов А. И. Мифы и легенды древних славян. — М.: Наука и религия, 1998. — 319 с. — (Златая цепь). — 8000 экз. — ISBN 673-7-335-53226-5.
- Асов А. И. Славянские руны и «Боянов гимн». — М.: Вече, 2000. — 413 с. — (Великие тайны). — ISBN 5-7838-0562-9.
- Асов А. И. Славянская астрология: Звездомудрие, звездочетец, календарь, обряды. — М.: ФАИР-ПРЕСС, 2001. — 583 с. — 14 000 экз. — ISBN 5-8183-0237-7.
  - Asov A. I. Slovenska-vedska astrologija i kalendar / Prevod sa ruskog Ivana Župan. — Beograd: Pešić i sinovi, 2003. — 475, [4] S. — (Biblioteka Tragom Slovena, kn. 22). — ISBN 8-6754-0025-X.
- Свято-Русские Веды. Книга Велеса / Пер., пояснения А. И. Асова. — М.: ФАИР-ПРЕСС, 2001. — 576 с. — 14 000 экз. — ISBN 5-8183-0292-X.
  - Velesova kniha : svatoruské védy / Sepsal mudrc Jagajlo Gan z rodu Stargorodských, v Novgorodě Velikém, v Suroži a Kyjevě v IX. století ; překlad a vysvětlivky A.I. Asov; [z ruského originálu … přeložila Velemíra Železná]. — Vyd. 1. — Praha: Dobra, 2002. — 551 S. — ISBN 8-0864-5924-1.
  - Свято-Русские Веды. Книга Велеса / Пер., пояснения А. И. Асова. — М.: Гранд : Фаир-Пресс, 2003. — 562, [8] с. — 5000 экз. — ISBN 5-8183-0292-X.
  - Свято-Русские Веды. Книга Велеса / Пер., пояснения А. И. Асова. — 3-е изд., испр. и доп. — М.: ФАИР, 2008. — 567, [8] с. — 5000 экз. — ISBN 978-5-8183-1277-4.
- Асов А. И. Атлантида и Древняя Русь. — М.: Аиф-Принт, 2001. — 320 с. — (Кто мы?). — 10 000 экз. — ISBN 5-9322-9088-9.
- Асов А. И. Тайны «Книги Велеса». — М.: Аиф-Принт, 2001. — 557 с. — (Русь многоликая). — 5000 экз. — ISBN 5-9322-9080-3.
  - Асов А. И. Тайны «Книги Велеса». — М.: Аиф-Принт, 2003. — 557 [2] с. — (Русь многоликая). — 5000 экз. — ISBN 5-9322-9080-3.
- Асов А. И. Мир славянских богов. — М.: Вече, 2002. — 528 с. — (Тайны Земли Русской). — 10 000 экз. — ISBN 5-94538-046-6.
- Асов А. И. Древние арийцы. Славяне. Русь. — М.: Вече, 2002. — 140 с. — 5000 экз. — ISBN 5-94538-050-4.
- Асов А. И. Священные прародины славян. — М.: Вече, 2003. — 496 с. — 5000 экз.
- Асов А. И. Волшебник из Асграда. (Роман-сказание). — М.: Вече, 2003. — 480 с. — (Тайны Земли Русской в романах). — 5000 экз. — ISBN 5-9533-0109-X.
- Славянские Веды / Сост. С. И. Веркович, [пер. с болг.-помакс., пояснения А. И. Асова]. — М.: Гранд : Фаир-Пресс, 2003. — 703 с. — (История и мифология). — 5000 экз. — ISBN 5-8183-0722-0.
  - Славянские Веды / Сост. С. И. Веркович, [пер. с болг.-помакс., пояснения А. И. Асова]. — М.: Амрита-Русь, 2009. — 703 с. — (История и мифология). — 3000 экз. — ISBN 978-5-9787-0411-2.
  - Славянские Веды / Сост. С. И. Веркович, [пер. с болг.-помакс., конс. А. И. Асова]. — Репр. изд.. — М.: Амрита, 2010. — 703 с. — (История и мифология). — 5000 экз. — ISBN 978-5-413-00098-4.
- Асов А. И. Русколань: Древняя Русь. История и традиции русского казачества. — М.: Вече, 2004. — 128 с. — 5000 экз. — ISBN 5-94538-413-5.
  - Асов А. И. Казаки: История и традиции Русколани. — СПб.: Свет, 2014. — 128 с. — 1000 экз. — ISBN 978-5-00053-227-0.
- Асов А. И. Руны славян и «Боянов гимн». — М.: Фаир-Пресс, 2005. — 446, [1] с. — 2600 экз. — ISBN 5-8183-0914-2.
  - Асов А. И. Руны славян и «Боянов гимн». — 2-е изд., испр. и доп. — М.: Фаир, 2008. — 478, [1] с. — 2600 экз. — ISBN 978-5-8183-1431-0.
- Асов А. И. Песни Гамаюна / Извод Буса Кресеня [А. И. Асова]. — М.: Гранд-Фаир, 2005. — 238, [1] с. — (Веды Руси). — 2000 экз. — ISBN 5-8183-0951-7.
- Асов А. И. Песни Алконоста : Извод Златогора : Китеж-град, 1639 год от Трояновых веков / [Собрал и обраб. А. И. Асов]. — М.: Фаир-Пресс, 2006. — 223 с. — (Веды Руси). — 2000 экз. — ISBN 5-8183-1026-4.
- Асов А. И. Тайны русских волхвов. — М.: Вече, 2007. — 479 с. — (Тайны земли русской). — ISBN 5-9533-2422-7.
- Асов А. И. Атланты, арии, славяне: История и вера. — М.: ФАИР-ПРЕСС, 2008. — 555 с. — ISBN 5-8183-1276-3.
- Асов А. И. Боги славян и рождение Руси. — М.: Вече, 2008. — 382 с. — (Русь ведославная). — ISBN 978-5-9533-2600-1.
- Асов А. И. Руны, знаки и мистерии славян. — М.: Вече, 2008. — 382 с. — (Русь ведославная). — ISBN 5-9533-2979-2.
- Асов А. И. Календарь русских волхвов. — М.: Вече, 2008. — 398 с. — (Русь ведославная). — ISBN 5-9533-2844-3.
- Асов А. И. Звёзды древних славян. — М.: Вече, 2008. — 382 с. — (Русь ведославная). — ISBN 5-9533-2920-2.
  - Асов А. И. Звёзды древних славян. — М.: ФАИР, 2011. — 385 с. — 2500 экз. — ISBN 978-5-8183-1695-6.
- Асов А. И. Тайная история русского язычества. — М.: Вече, 2009. — 521 с. — (Славянский мир). — 3000 экз. — ISBN 978-5-9533-3885-1.
  - Асов А. И. Русь сокровенная. Тайная история русского язычества. — М.: АСТ, 2014. — 592 с. — (Заветные книги Руси). — 2000 экз. — ISBN 978-5-17-088629-6.
- Асов А. И. Свято-Русские Веды. Белая Крыница. Песни Златояра и Тризны Бояна. — М.: ФАИР, 2009. — 336 с. — 3000 экз. — ISBN 978-5-8183-1555-3.
- Асов А. И. Хроники святояров : сказание о битве цветов Асгаста Сварожича. — М.: Амрита-Русь, 2010. — 461, [2] с. — 3000 экз. — ISBN 978-5-413-00117-2.
- Асов А. И. Славянские Руны : Краткое руководство по искусству гадания и предсказания / Под ред. А. Соковикова. — М.: ФАИР, 2010. — 60 с. — 1000 экз. — ISBN 978-5-8183-1289-7.
  - Асов А. И. Славянские Руны : Краткое руководство по искусству гадания и предсказания / Под ред. А. Соковикова. — М.: ФАИР-ПРЕСС, 2015. — 60 с. — 3000 экз. — ISBN 978-5-8183-1289-7.
- Асов А. И. Ярилина книга. — М.: АСТ, ВКТ, 2010. — 512 с. — 11 000 экз. — ISBN 978-5-17-069350-4, ISBN 978-5-226-02749-9.
  - Асов А. И. Ярилина книга. Священное писание славян. — М.: АСТ, 2015. — 512 с. — (Веды Руси). — 2000 экз. — ISBN 978-5-17-090613-0.
- Асов А. И., Осташко А. В., Васильев А. В. Русь античная. Южная прародина славян. Атлантида и Древняя Русь. — М.: АСТ, Полиграфиздат, 2011. — 192 с. — 4000 экз. — ISBN 978-5-17-076529-4, ISBN 978-5-4215-2811-1.
- Асов А. И. Русь колыбельная. Северная прародина славян. Арктида, Гиперборея и Древняя Русь. — М.: АСТ, 2011. — 160 с. — 4000 экз. — ISBN 978-5-17-076528-7.
- Асов А. И. Русь изначальная. Праистория Руси. — М.: АСТ, Полиграфиздат, 2011. — 248 [3] с. — 4000 экз. — ISBN 978-5-17-076527-0, ISBN 978-5-4215-2839-5.
- Асов А. И. Арии. Славяне. Русь : история и вера. — М.: АСТ: Полиграфиздат, 2011. — 350 с. — ISBN 978-5-17-074468-8, ISBN 978-5-4215-2362-8.
- Асов А. И., Осташко А. В., Васильев А. В. Древние славяне. Прародины, предки, святыни. — М. : АСТ ; Владимир : ВКТ, 2011. — 350 [1] с. — 4000 экз. — ISBN 978-5-17-075303-1, ISBN 978-5-226-04270-6 (ВКТ).
  - Асов А. И. Великие тайны Руси. История, прародины, предки, святыни. — М.: АСТ, 2014. — 512 с. — 2500 экз. — ISBN 978-5-17-087017-2.
- Асов А. И. Мифы славян. — М.: АСТ, 2013. — 384 с. — ISBN 9785170771202.
- Асов А. И. Знаки и руны волхвов. — М.: Амрита, 2013. — 254 с. — 1000 экз. — ISBN 978-5-906304-90-2.
- Асов А. И. Мифы славян для детей и их родителей. Меч Сварога. — М.: АСТ, 2013. — 288 с. — (Легенды и сказания). — 2000 экз. — ISBN 978-5-17-079183-5.
- Асов А. И. Мифы для детей. Перо Гамаюна. Волшебники Китеж-Града. — М.: АСТ, 2013. — 256 с. — (Легенды и сказания). — 2000 экз. — ISBN 978-5-17-079886-5.
- Асов А. И. Велесова книга. Священное писание славян. — М.: АСТ, 2014. — 512 с. — (Веды Руси). — 4000 экз. — ISBN 978-5-17-088011-9.
- Асов А. И. Тайны русских волхвов. Чудеса и загадки языческой Руси. — М.: АСТ, 2014. — 394 с. — (Великие тайны Руси). — 2000 экз. — ISBN 978-5-17-094533-7.
- Асов А. И. Велесова книга. Полное собрание дощечек. Скрижали русских волхвов. Тайны деревянной книги. — М.: АСТ, 2015. — 608 с. — (Заветные книги Руси). — 2000 экз. — ISBN 978-5-17-089490-1.

### Публикации в периодике
1977 год
- Барашков А. И. Тепло Артека. (Рассказ) // Газета «Новая жизнь». — Гороховец, 1977. — 15 сентября (№ 113 (6389)).

1981 год
- Барашков А. И. Прощание со школой. (Стихотворение) // Газета «Новая жизнь». — Гороховец, 1981. — 2 июня (№ 65 (6965)).

1990 год
- Барашков А. И. Страдания молодого специалиста. (Стихотворение) // Газета «Новая жизнь». — Гороховец, 1990. — 31 марта (№ 41 (8345)).
- Бусов А. Ярдань (рассказ) // Вестник Бюро пропаганды художественной литературы Владимирской писательской организации — газета «Слово». — Владимир, 1990. — № 2. — С. 12.

1991 год
- Барашков А. И. Апокалипсис: две тысячи лет назад… и завтра // Техника — молодёжи. — 1991. — № 9. — С. 14. — ISSN 0320-331X.
- Барашков А. И. Геомантия: за и против // Наука и религия. — 1991. — № 8. — С. 44—45. — ISSN 0130-7045.
- Барашков А. И. Озоновые дыры. (Интервью с А. Х. Хргианом) // Наука и религия. — 1991. — № 9. — С. 2—. — ISSN 0130-7045.
- Барашков А. И. Гибель Атлантиды (начало) // Наука и религия. — 1991. — № 9. — С. 46—49. — ISSN 0130-7045.
- Барашков А. И. Гибель Атлантиды (продолжение) // Наука и религия. — 1991. — № 10. — С. 56—58. — ISSN 0130-7045.
- Барашков А. И. Гибель Атлантиды (продолжение) // Наука и религия. — 1991. — № 11. — С. 32—33. — ISSN 0130-7045.
- Барашков А. И. Сероводород наступает? // Наука и религия. — 1991. — № 11. — С. 32—34. — ISSN 0130-7045.
- Барашков А. И. Гибель Атлантиды (продолжение) // Наука и религия. — 1991. — № 12. — С. 57—60. — ISSN 0130-7045.

1992 год
- Барашков А. И. Узелковое письмо древних славян // Наука и религия. — 1992. — № 4—5. — С. 28—31. — ISSN 0130-7045.
- Барашков А. И. Русские Веды. Велесова книга. Прославление Великого Триглава // Наука и религия. — 1992. — № 10. — С. 36. — ISSN 0130-7045.
- Кресень Бус. Русские Веды: песни птицы Гамаюн (начало) // Наука и религия. — 1992. — № 6—7. — С. 30—34. — ISSN 0130-7045.
- Кресень Бус. Русские Веды: песни птицы Гамаюн (продолжение) // Наука и религия. — 1992. — № 8. — С. 24—25. — ISSN 0130-7045.
- Кресень Бус. Русские Веды: песни птицы Гамаюн (продолжение) // Наука и религия. — 1992. — № 9. — С. 52—55. — ISSN 0130-7045.
- Кресень Бус. Русские Веды: песни птицы Гамаюн (окончание) // Наука и религия. — 1992. — № 11. — С. 46, 61—62. — ISSN 0130-7045.

1993 год
- Асов А. И. Слово о любви // Наука и религия. — 1993. — № 3. — С. 48—50. — ISSN 0130-7045.
- Асов А. И. Астероид «Судного Дня» // Наука и религия. — 1993. — № 4. — С. 4—7. — ISSN 0130-7045.
- Асов А. И. Велесова книга // Наука и религия. — 1993. — № 7. — С. 33. — ISSN 0130-7045.
- Асов А. И. Дажьбог – из созвездия Льва // Наука и религия. — 1993. — № 10. — С. 15—17. — ISSN 0130-7045.

1994 год
- Асов А. И. Открытое письмо О. В. Творогову // Наука и религия. — 1994. — № 4. — С. 51. — ISSN 0130-7045.
- Кресень Бус. Календарь ведической Руси: Грудень // Наука и религия. — 1994. — № 10. — С. 53. — ISSN 0130-7045.
- Кресень Бус. Календарь ведической Руси: Овсень // Наука и религия. — 1994. — № 11. — С. 21. — ISSN 0130-7045.
- Кресень Бус. Золотая книга Коляды // Наука и религия. — 1994. — № 12. — С. 28—30. — ISSN 0130-7045.
- Асов А. И. Велесову книгу спас… Велес? // Континент. — 1994. — Декабрь (№ 49 (205)).

1995 год
- Кресень Бус. Золотая книга Коляды // Наука и религия. — 1995. — № 1. — С. 60—61. — ISSN 0130-7045.
- Асов А. И. Судьба «Баянова гимна» // Наука и религия. — 1995. — № 4. — С. 12—14. — ISSN 0130-7045.
- Асов А. И. Майя — Венера славян // Наука и религия. — 1995. — № 4. — С. 33—35. — ISSN 0130-7045.
- Асов А. И. Титулярный советник А. И. Сулакадзев // Наука и религия. — 1995. — № 11. — С. 32—35. — ISSN 0130-7045.
- Кресень Бус. Золотая книга Коляды // Наука и религия. — 1995. — № 12. — С. 40—41. — ISSN 0130-7045.
- Асов А. И. Велесова книга // Голос Родины. — 1995. — № 12 (2979).
- Асов А. И. Реформатор Календаря // “Я — сам! Я — сама!” (Детское приложение к журналу «Народное образование»). — 1995. — № 1. — С. 35.
- Асов А. И. Велесова книга: таинственная страница русской истории // Континент. — 1995. — Январь (№ 2 (210)).
- Асов А. И. Ответ на статью «Велесова книга — история одной мистификации» // Солидарность. — М., 1995. — № 7 (104).

1996 год
- Асов А. И. Открытая страница русской истории // Молодая гвардия. — 1996. — № 1. — С. 37. — ISSN 0131-2251.
- Асов А. И. Куда девались русские манускрипты из библиотеки французской королевы // Чудеса и Приключения. — 1996. — № 3. — С. 34—36. — ISSN 0868-8931.

1997 год
- Асов А. Бус Белояр. «Интервью с А. И. Асовым» // Наследие Предков. Журнал Правой Перспективы. — 1997. — № 4. — С. 25.
- Асов А. И. Открытие Боянова гимна // Континент. — 1997. — Август (№ 33 (345)).
- Асов А. И. Путь в волшебную Русь // Оракул. — 1997. — 17 июля (№ 5).

1999 год
- Асов А. И. История «Книги Велеса». «Книга Велеса» и «Бхагавад-гита», параллели // Гауранга. — 1999. — № 1.
- Асов А. И. Запретная история Руси // Оракул. — 1999. — № 11.

2000 год
- Асов А. И. Брачные узы Сварога и Матери Сва // Наука и религия. — 2000. — № 3. — С. 26—27. — ISSN 0130-7045.
- Асов А. И. Ещё раз о тайнах «Книги Велеса» // Наука и религия. — 2000. — № 5. — С. 54—57. — ISSN 0130-7045.
- Асов А. И. Творец «Книги Велеса» // Наука и религия. — 2000. — № 9. — С. 40—43. — ISSN 0130-7045.
- Асов А. И. Хранители славянских рун // Наука и религия. — 2000. — № 10. — С. 20—23. — ISSN 0130-7045.

2001 год
- Асов А. И. «Зиждители» России // Наука и религия. — 2001. — № 2. — С. 6—9. — ISSN 0130-7045.
- Асов А. И. Сказание о Святом Беломорье: северная прародина в славянских «Ведах» // Наука и религия. — 2001. — № 6. — С. 44—45. — ISSN 0130-7045.
- Асов А. И. Он спас скрижали волхвов // Наука и религия. — 2001. — № 8. — С. 16—18. — ISSN 0130-7045.
- Асов А. И. «Дощьки» Велеса: возвращение к людям? // Наука и религия. — 2001. — № 9. — С. 27—31. — ISSN 0130-7045.
- Асов А. И. Волшебник из Асгарда (начало) // Наука и религия. — 2001. — № 12. — С. 38—41. — ISSN 0130-7045.
- Асов А. И. Ведические истоки и мировая культура. Язычники настаивают на подлинности «Книги Велеса» и на её духовной общности с русским православием // Независимая газета : газета. — 2001. — 28 марта (№ 06 (77)). — С. 6.

2002 год
- Асов А. И. Волшебник из Асгарда (продолжение) // Наука и религия. — 2002. — № 2. — С. 24—27. — ISSN 0130-7045.
- Асов А. И. Волшебник из Асгарда : у белых старцев (продолжение) // Наука и религия. — 2002. — № 4. — С. 40—43. — ISSN 0130-7045.
- Асов А. И. Волшебник из Асгарда : вода живая и мертвая (продолжение) // Наука и религия. — 2002. — № 8. — С. 23—26. — ISSN 0130-7045.
- Асов А. И. Волшебник из Асгарда : Битва на Борском поле (продолжение) // Наука и религия. — 2002. — № 10. — С. 36—39. — ISSN 0130-7045.
- Асов А. И. Волшебник из Асгарда : Сварожий пир (продолжение) // Наука и религия. — 2002. — № 11. — С. 20—23. — ISSN 0130-7045.
- Асов А. И. «Книга Велеса» бессмертна! // Родина. — 2002. — № 6. — С. 27—29. — ISSN 0235‐7089. Архивировано из оригинала 30 августа 2013 года.

2003 год
- Асов А. И. Славянский Ирий — в горах Кавказа / Беседовала С. Пряхина // Наука и религия. — 2003. — № 1. — С. 15. — ISSN 0130-7045.
- Асов А. И. Волшебник из Асгарда : битва с Черным Змеем (окончание) // Наука и религия. — 2003. — № 1. — С. 40—43. — ISSN 0130-7045.
- Асов А. И. Древняя Русь на Северном Кавказе // Наука и религия. — 2003. — № 6. — С. 11—13. — ISSN 0130-7045.

2009 год
- Асов А. И. Путь к возрождению России // Общественно-политическая газета «Президент». — 2009. — 25 мая. Архивировано 8 июня 2009 года.

## Интервью
- Тулаев П. В. Интервью с Александром Игоревичем Асовым: 25 февраля 1997 года, редакция журнала «Наука и религия» // Наследие предков. Журнал правой перспективы. — 1997. — № 4. — С. 26—29.